# Hemaris galunae
Hemaris galunae là một loài bướm đêm thuộc họ Sphingidae. Loài này có ở Syria. 
Vài tác gia xem Hemaris galunae là một dạng ở khu vực khô của H. tityus hay một nhóm phía tây cô lập của H. aksana, rời Bắc Phi bị khô sau Thời kỳ băng hà cuối cùng.
Nó gần giống loài Hemaris tityus và Hemaris radians.